# KLettres
KLettres — программа для изучения алфавита, входящая в пакет образовательных программ KDE Education Project. Распространяется согласно GNU General Public License.
KLettres помогает выучить алфавит иностранного языка. Количество доступных алфавитов постоянно растёт.
Помимо этого, KLettres учит читать простейшие слоги.